# Othomaera schmidtii
Othomaera schmidtii is een vlokreeftensoort uit de familie van de Maeridae. De wetenschappelijke naam van de soort is voor het eerst geldig gepubliceerd in 1915 door Stephensen.